# Touch' pas à mon biniou
Pour plus de détails, voir Fiche technique et Distribution.
Touch' pas à mon biniou est un film français réalisé par Bernard Launois sorti en 1980. Le film a eu un autre titre : « Gueules de vacances ».

## Synopsis
Hôtelier de son état, Gaëtan (Sim) veut accumuler assez d'argent pour pouvoir partir à Paris afin d'assister à un championnat de belote. Il est donc prêt à toutes les combines pour gagner de l'argent, qu'il cachera dans son biniou.

## Fiche technique
Source : IMDb, sauf mention contraire
- Réalisation et Scénariste :  Bernard Launois, assisté de Serge Meynard
- Producteur : Bernard Launois
- Musique du film : Paul Piot
- Directeur de la photographie : Guy Maria
- Montage : Raymonde Battini
- Société de production : Critère Films
- Société de distribution : Sédimo
- Pays de production :  France
- Genre : comédie
- Durée : 84 minutes
- Date de sortie :	
  - France : 3 décembre 1980

## Distribution
- Sim : Gaëtan
- Henri Génès : Riton
- Florence Blot : Mademoiselle Kerlouette
- Carlo Nell
- Jeannette Batti : La femme d'Henri
- Gérard Croce : Gus
- Nicole Pescheux : La conductrice
- Évelyne Broussole : La serveuse
- Robert Rollis : Le patron du bistrot
- Léon Marie : Le patron du garage
- Luc Barney : Le cuisinier
- Chantal Doukhan : Agnès
- Beatrice Marcillac : Martine
- Jacqueline Alexandre
- Marie Dayan
- Gillian Gill :  La baigneuse
- Martine Gobern
- Martine Lambel
- Nicole Michallec
- Émile Balin
- Pascal Bernard
- Sébastien Floche
- Bernard Launois